# 温贝托·阿尔瓦雷斯
温贝托·阿尔瓦雷斯（西班牙語：Humberto Álvarez，1929年6月13日—2019年6月9日），哥伦比亚足球运动员，曾效力于国家竞技队。